# United States Australian Football League
La United States Australian Football League (USAFL) è la federazione che regola la pratica del football australiano negli Stati Uniti d'America dal 1996, anno della sua fondazione.
Dall'organizzazione del primo USAFL National Championships l'attività è stata a livello nazionale e dilettantistico, crescendo fino a 40 club affiliati, con 60 squadre e 2000 giocatori .
La federazione conta inoltre programmi per il settore giovanile, la formazione per allenatori e quella per arbitri.

## Storia
Il primo match disputato fra due squadre americane venne disputato nel 1996 da Cincinnati e Louisville.
In quell'anno nacque la Mid American Australian Football League. Molti dei giocatori statunitensi erano venuti a conoscenza del gioco negli anni '80 guardando le partite in tv e su ESPN, ma, nonostante una crescita dello sport a livello locale, ESPN non trasmise più gli incontri della AFL ed in risposta venne creata l'Australian Football Association of North America.
Il primo campionato si disputò nell'anno successivo, il 1997, e Nashville ospitò il primo Australian Grand Final Festival.

## Nazionali
La USAFL è responsabile del coordinamento delle squadre nazionali, le cosiddette USA Revolution (uomini) e USA Freedom (donne).
Vista la vicinanza con il Canada, le Revolution & Freedom partecipano all'annuale 49th Parallel Cup, contro il Canada appunto, non disputata però negli anni dell'International Cup in Australia.
I Revolution hanno giocato per l'International Cup 2002, terminando al quinto posto, e per l'International Cup 2005 finendo terzi; infine sono giunti settimi nel 2008.
| Club                            | Città                                                 | Lega                                                      | Fondazione |
| ------------------------------- | ----------------------------------------------------- | --------------------------------------------------------- | ---------- |
| Arizona Hawks                   | Phoenix                                               | Arizona Australian Football League                        | 1999       |
| Atlanta Kookaburras             | Atlanta (Georgia)                                     | Atlanta Metro Footy League                                | 1998       |
| Austin Crows                    | Austin (Texas)                                        |                                                           | 2002       |
| Baltimore Washington Eagles     | Baltimora (Maryland), Fairfax (Virginia) & Washington | Baltimore Washington Eagles Metro Competition             | 1998       |
| Baton Rouge Tigers              | Baton Rouge (Louisiana)                               |                                                           | 2004       |
| Boston Demons                   | Boston (Massachusetts)                                | New England Metropolitan Australian Rules Football League | 1997       |
| Cincinnati Dockers              | Cincinnati (Ohio)                                     |                                                           | 1996       |
| Chicago United                  | Chicago (Illinois)                                    | Chicago Australian Football Association                   | 1998       |
| Columbus Jackaroos              | Columbus (Ohio)                                       | Columbus Metro Footy League                               | 2008       |
| Dallas Magpies                  | Dallas (Texas)                                        |                                                           | 1998       |
| Denver Bulldogs                 | Denver (Colorado)                                     |                                                           | 1998       |
| Des Moines Roosters             | Des Moines (Iowa)                                     |                                                           | 2010       |
| Florida Redbacks                | Tampa Bay (Florida)                                   | Florida Metro Footy League                                | 2003       |
| Fort Lauderdale Fighting Squids | Fort Lauderdale (Florida)                             |                                                           | 2005       |
| Golden Gate Roos                | San Francisco (California)                            |                                                           | 1998       |
| Houston Lonestars               | Houston (Texas)                                       |                                                           | 2005       |
| Kansas City Power               | Kansas City                                           | Kansas City Metro Footy League                            | 1998       |
| Las Vegas Gamblers              | Las Vegas (Nevada)                                    |                                                           | 2005       |
| Louisville Kings                | Louisville (Kentucky)                                 |                                                           | 1996       |
| Milwaukee Bombers               | Milwaukee (Wisconsin)                                 | Milwaukee Metro Cheddar Cup                               | 1998       |
| Minnesota Freeze                | Minneapolis (Minnesota)                               |                                                           | 2005       |
| Nashville Kangaroos             | Nashville (Tennessee)                                 |                                                           | 1997       |
| New York Magpies                | New York                                              | New York Metro Footy League                               | 1998       |
| North Carolina Tigers           | Raleigh (Carolina del Nord)                           | North Carolina Metro Footy League                         | 1997       |
| Orange County Bombers           | Contea di Orange (California)                         | Southern California Australian Football League            | 1998       |
| Philadelphia Hawks              | Philadelphia (Pennsylvania)                           |                                                           | 1998       |
| Portland Steelheads             | Portland                                              | Portland Metro Footy League                               | 1998       |
| San Diego Lions                 | San Diego (California)                                | San Diego Metro Footy League                              | 1997       |
| Sacramento Screamers            | Sacramento (California)                               | Sac Footy Rec League                                      | 2009       |
| Seattle Grizzlies               | Seattle (Washington)                                  | Seattle Metro Footy League                                | 1998       |
| St. Louis Blues                 | St. Louis (Missouri)                                  |                                                           | 1998       |